# Karabinek FN FNC
Fabrique Nationale Carbine – karabinek automatyczny produkowany przez belgijską firmę Fabrique Nationale.

## Historia konstrukcji
Na początku lat sześćdziesiątych belgijska firma FN rozpoczęła pracę nad karabinkiem kalibru 5,56 x 45 mm. Początkowo uznano, że najlepszym wyjściem będzie odpowiednie przeprojektowanie sztandarowego produktu firmy: 7,62 × 51 mm karabinu FN FAL. W 1966 rozpoczęto testy nowej wersji FALa zasilanej nabojem 5,56. Nowy karabin otrzymał nazwę FN CAL. W 1970 roku rozpoczęto produkcję seryjną.
Jednak już pierwsze testy seryjnych egzemplarzy wykazały, że ma ona wiele słabości. Także koszty wytwarzania uznano za zbyt wysokie. Dlatego już w 1976 roku był gotowy prototyp nowego karabinku oznaczonego jako FNC-76. Nowy karabinek przedstawiono do badań Komisji Badań broni Małokalibrowej NATO. Badania wykazały szereg wad konstrukcyjnych. O ile niedopracowanie mechanizmu iglicy uznano za stosunkowo niegroźne, o tyle kiedy stwierdzono pękanie rygla broń natychmiast wycofano z badań jako niebezpieczną dla użytkownika.
Porażka nie zniechęciła firmy FN. W latach 1976–78 trwały prace nad dopracowaniem karabinku. Efektem było powstanie ostatecznej wersji oznaczonej jako FNC, pozbawionej wad prototypu.
W następnych latach karabinek FNC został zakupiony przez armie Belgii, Wenezueli, Nigerii i Zairu. W Indonezji i Szwecji uruchomiono produkcję licencyjną tego karabinka. Szwedzki wariant nosił oznaczenie Ak 5. Co najmniej 5000 FNC zostało przekazanych do Sił Zbrojnych Ukrainy podczas odpierania rosyjskiej inwazji w 2022 roku.
W 2001 roku zaprezentowano nowy karabinek firmy FN F2000 w układzie bullpup, ale produkcję FNC kontynuowano do 2004 roku. W tym roku zamknięto linię produkcyjna tej broni. Jego następcą ma być FN SCAR.

## Wersje
- FNC-76 – wersja prototypowa z 1976 roku
- FNC 76 – wersja seryjna. W stosunku do FNC-76 posiada ok. dziesięciu istotnych zmian konstrukcyjnych. Zmieniono konstrukcje iglicy i rygli zamka. Zmieniono kształt i mocowanie nakładek na lufę, wzmocniono kolbę.
- FNC Para – wersja skrócona FNC
- FNC Law Enforcment wersja z lufą długości 410 mm przeznaczona dla amerykańskich formacji policyjnych.
- Pindad SS1 – wersja licencyjna produkowana w Indonezji (wersja z kolbą stałą SS1V1, z kolbą składaną SS1V2).
- Ak 5 (Automatkarbin 5) – wersja licencyjna produkowana w Szwecji.

## Opis konstrukcji
Karabinek FNC jest indywidualną bronią samoczynno-samopowtarzalną. Zasada działania oparta na wykorzystaniu energii gazów prochowych odprowadzanych przez boczny otwór lufy (układ z długim ruchem tłoka gazowego). Broń wyposażona w dwupołożeniowy regulator gazowy (dodatkowo podniesienie celownika do strzelania granatami nasadkowymi powoduje odcięcie połączenia rury gazowej z lufą). Ryglowanie przez obrót zamka. Po wystrzeleniu ostatniego naboju zamek zatrzymuje się w tylnym położeniu. Zamek zwalniany przyciskiem z lewej strony gniazda magazynka. Rękojeść przeładowania po prawej stronie broni, porusza się w trakcie strzelania. Wycięcie w którym porusza się rękojeść przeładowania jest automatycznie zamykane specjalną pokrywką. Mechanizm spustowy z ogranicznikiem długości serii umożliwia strzelanie ogniem pojedynczym, seriami trzystrzałowymi i ogniem ciągłym. Przełącznik rodzaju ognia połączony z bezpiecznikiem, po lewej stronie broni. Zasilanie z dwurzędowych magazynków łukowych o pojemności 30 naboi (zgodnych ze STANAG 4179). Otwarte przyrządy celownicze składają się z muszki i celownika przerzutowego z przeziernikiem (nastawy 250 i 400 m). Możliwość montowania na grzbiecie komory zamkowej celownika optycznego lub elektronicznego. Lufa zakończona szczelinowym tłumikiem płomieni. Końcowy odcinek lufy pełni rolę nasadki do miotania granatów nasadkowych. Kolba stała lub składana na prawy bok.